# Fernando Martín Espina
Fernando Martín Espina (Madrid, 25 de março de 1962 — Madrid, 3 de dezembro de 1989) foi um jogador de basquetebol espanhol, que atuava como pivô. Ele jogou pelo Estudiantes, Real Madrid e Portland Trail Blazers.

## Biografia
Nascido em Madrid, iniciou-se na prática do basquete nas categorias de base do Estudiantes e foi transferido para o Real Madrid pela quantia recorde de vinte milhões de pesetas, onde foi conquistou títulos nacionais e internacionais com o clube.
Durante o Draft de 1985 da NBA, Fernando Martín foi escolhido pelo New Jersey Nets na segunda rodada sendo a 38ª escolha. Porém quem acabou firmando contrato com o madrilenho foi o Portland Trail Blazers, que desta maneira fez de Fernando Martín o primeiro jogador espanhol a jogar na máxima liga norte-americana.
Na equipe do Oregon, Fernando Martín jogou uma temporada (1986-1987) com médias de 6,4 (minutos por jogo), 0,9 (pontos por jogo), 1,2 (rebotes por jogo) em 24 partidas que disputou, sendo que não iniciou nenhuma delas.
Em 03 de Dezembro de 1989 já defendendo a equipe do Real Madrid, Fernando Martin se dirigia para apoiar seus companheiros em jogo contra o CAI Zaragoza no Palacio de Deportes, porém antes de chegar ao ginásio foi buscar seu amigo de time Quique Villalobos. Dirigia um Lancia Thema 8.32 e como era amante de velocidade estava conduzindo acima do limite quando perde o controle do veículo e atravessou para a contra-mão chocando-se de frente com o veículo que trafegava no sentido contrário. Fernando Martín morreu na hora.

## Carreira com a Seleção Espanhola
Fernando Martín estreou na Seleção Espanhola no Campeonato Europeu para Cadetes de 1979 em Damasco, Síria quando os espanhóis conquistaram a medalha de bronze vencendo a Alemanha por 122 a 82.
No Eurobasket de 1981 na Checoslováquia chegam em 4º lugar após perder para os donos da casa por 101 a 90. A 4ª colocação foi repetida no Campeonato Mundial na Colômbia quando perderam a medalha de bronze para a Jugoslávia por apenas dois pontos (119–117).
Nos anos de 1983 e 1984, Fernando Martín chegou aos seus melhores resultados na Seleção Espanhola, a Medalha de Prata no Eurobasket de 1983 na França e a Medalha de Prata nos Jogos Olímpicos de 1984 em Los Angeles. Na França os espanhóis fizeram campanha que possibilitou reencontrar a Itália, algoz da partida de estréia, na final, porém a festa foi italiana em Nantes no 105 a 96 com 17 pontos de Fernando Martín. Em Los Angeles, durante o boicote soviético, a Espanha conquistou 5 vitórias em 7 jogos, sendo derrotada em duas ocasiões pelos anfitriões americanos, na final Fernando Martín anotou 14 pts e 3 rbts em 20 minutos em quadra.

## Títulos

### Com clubes
- Campeão da Euroliga (2x): 1985 e 1989
- Campeão da Copa Korac: 1988
- Campeão da Liga ACB (4x):  1982, 1984, 1985 e 1986
- Campeão da Copa do Rei (3x) 1985, 1986 e 1989

### Com a Seleção Espanhola
- Medalha de Prata nos Jogos Olímpicos de 1984 em Los Angeles
- Medalha de Prata no EuroBasket em 1983 na França

## Homenagens póstumas
- A camiseta de número 10 usada por Fernando Martín no Real Madrid foi aposentada desde então em sua homenagem.[9]
- Em 2007 foi inserido no Hall da Fama da FIBA junto com outras lendas do esporte no mundo inteiro.[10]
- Rudy Fernández que foi o primeiro europeu a disputar o Slam Dunk Contest do All Star Weekend em 2009, usava a camisa 5 do Portland Trail Blazers, porém em sua primeira enterrada usou a camisa número 10 de Fernando Martín como homenagem ao hispânico que abriu as portas para seus compatriotas.[11]
- O Polideportivo Fernando Martin, arena onde o Baloncesto Fuenlabrada manda seus jogos em casa, chama-se assim em homenagem a Fernando Martín.
- Em 1991 foi escolhido como um dos 50 maiores jogadores de basquetebol pela FIBA